# コパ航空
コパ航空（Copa Airlines）は、パナマの航空会社であり、パナマのフラッグキャリアである。正式社名は、スペイン語名のCompañía Panameña de Aviación, S.A.（パナマ航空会社）。COPAはその略称であり、Copa Airlinesはそのブランドである。

## 概要
ユナイテッド航空（特にユナイテッドに買収される前の旧コンチネンタル航空）との関係が強く、マイレージ・プログラムに「マイレージ・プラス」(2011年までは「ワンパス」)を採用、共にコードシェア便を運航、機体のデザインも似たものを採用している。
2007年9月、スカイチームにアソシエート・メンバーとして加盟したが、アソシエート・メンバーの加盟条件とされる後援会社であり、かつ従来より提携関係を持っているコンチネンタル航空がスカイチームを離脱する事を受けて、2009年10月24日、スカイチームを脱退することとなった。その後、2010年11月10日にスターアライアンスへの加盟を発表、2012年6月21日に正式加盟した。

## 歴史

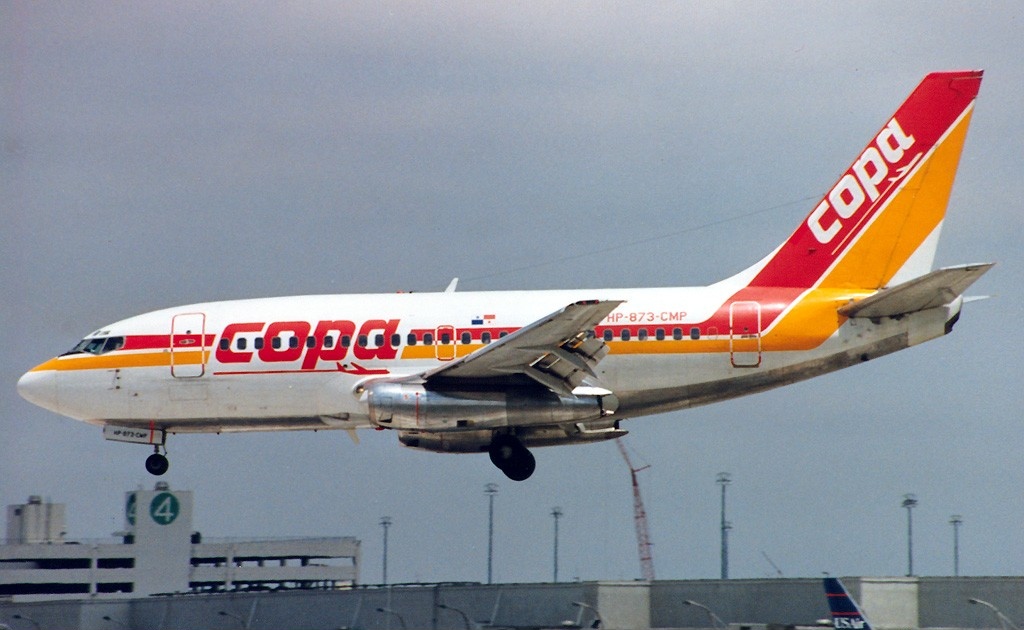
ボーイング737-100

1944年6月にCompañía Panameña de Aviación（パナマ航空会社、略称：COPA）として創業、1947年8月に運航開始。32%の資本を持つパンアメリカン航空の支援の元、パナマ国内の投資家グループによって創業された。1980年代初頭まで、エアパナマ・インターナショナル（Air Panamá Internacional）との競合として運営。1979年に国内線運航を止め、ボーイング737-100を初めてのジェット旅客機として購入。
1990年代に拡大路線を取り、アルゼンチン、チリなど中南米の重要都市に就航した。1992年にはエルサルバドルのTACA航空と提携、トクメン国際空港に就航し中南米の重要接続拠点とした。その結果トクメン国際空港が「米州のハブ」となりコスタリカのLACSA航空、グアテマラのアヴィアテカ航空、ニカラグアのニカラグア航空（NICA）等との提携にもつながった。この提携は1998年に終了となった。
1998年にコンチネンタル航空が49%の株式を取得、総合的な運航面、営業面での提携を開始。1999年にはコンチネンタルが51%に増資し、ロゴもコンチネンタルに合わせたものに変更した。当時は「ワンパス」マイレージ・プログラムに参加した。2005年にはコンチネンタルの出資比率を約27.3%に引き下げ、2006年にはさらに約10%までに引き下げた。
2005年にコパ航空はコロンビアの国内航空会社アエロ・レプブリカ（AeroRepública）の株式9割を取得し、コードシェア便の運航を開始。その後コパ航空コロンビア（Copa Airlines Colombia）と改名し路線拡大、機材刷新を実施。同年12月には親会社コパ・ホールディングSAがニューヨーク証券取引所に1400万株で株式上場。
2009年にコンチネンタル航空とともにスカイチーム脱退を発表、その後2010年にユナイテッド航空によるコンチネンタル航空買収により、スターアライアンスへ加盟した。
2012年6月10日、パナマシティ-キュラソー島線に就航。運航は週4便で、機材はERJ-190とボーイング737-700。
2012年6月24日、パナマシティ-リベリア線に就航。運航は週2便で、機材はERJ-190。
2012年6月23日、パナマシティ-レシフェ線に就航。運航は週4便で、機材はボーイング737-700。
2012年6月27日、パナマシティ-ラスベガス線に就航。運航は週4便で、機材はボーイング737-700。

2012年7月14日、パナマシティ-イキトス線に就航。運航は週2便で、機材はERJ-190。
2013年7月10日、パナマシティ-ボストン線に就航。デイリー運航で、機材はボーイング737-700を使用。
2013年12月16日、パナマシティ-タンパ線に就航。運航は週4便で、機材はボーイング737-700を使用。
2014年4月2日、ボゴタ-プンタ・カナ線に就航。運航は週4便で、機材はERJ-190を使用。
2014年7月11日、パナマシティ-フォートローダーデール、ジョージタウン線に就航。フォートローダーデール線は週4便で、機材はボーイング737-700、737-800のいずれかを使用、ジョージタウン線は週2便で、機材はボーイング737-700を使用します。
2014年12月9日、パナマシティ-サンタ・クララ線に就航。運航は週2便で、機材はERJ-190を使用。
2015年9月17日、パナマシティ-サンフランシスコ線に就航。デイリー運航で、機材はボーイング737-800を使用。
2015年6月12日、TAPポルトガル航空とコードシェア提携を締結。
2015年6月24日、パナマシティ-ニューオリンズ線に就航。運航は週4便、使用機材はボーイング737-700。
2015年12月8日、パナマシティ-ベリーズ・シティ線に就航。運行は週2便で、使用機材はERJ-190。
2015年8月4日、パナマシティ-プエブラ線に就航しました。運航は週4便で、使用機材はERJ-190。
2015年8月3日、パナマシティ-ビヤエルモサ線に就航。運航は週3便で、使用機材はERJ-190。
2015年9月28日、ブラジルのゴル航空とコードシェア運航を開始。
2015年11月20日、累計100機目の機材を受領。100機目の機材のボーイング737-800で、100機目の記念を刻んだ特別塗装が施された。
2015年11月25日、ルフトハンザドイツ航空とラテンアメリカ路線のコードシェア提携を発表。
2016年6月21日、パナマシティ-オルギン線に就航します。運航は週2便で、機材はERJ-190を使用
2016年6月28日、パナマシティ-チクラーヨ線に就航。運航は週2便で、機材はERJ-190を使用。
2016年7月1日、パナマシティ-ロサリオ線に就航。運航は週4便で、機材はボーイング737-800を使用。
2016年10月20日、コロンビアを拠点とする格安航空会社(LCC)、「Wingo(ウィンゴ)」の設立、12月1日の運航開始を発表。
2016年11月19日より、エールフランス-KLMと新たに5路線でコードシェアを開始。
2017年4月28日、ターキッシュ・エアラインズとヨーロッパ、南米路線でコードシェアを開始。
2017年11月15日、パナマシティ-メンドーサ線に就航。運航は週4便で、機材はビジネス16席、エコノミー144席のボーイング737-800を使用。
2017年12月11日、パナマシティ-デンバー線に就航しました。週4便運行で、機材はボーイング737-800を使用。
2018年7月、パナマシティ-フォルタレザ、サルヴァドール、ブリッジタウン線に就航。3路線とも週2便の運航で、フォルタレザ、サルヴァドール線は、エグゼクティブクラス16席、エコノミー144席のボーイング737-800を使用、ブリッジタウン線はビジネス10席、エコノミー84席のERJ-190を使用します。
2018年2月5日、ルフトハンザ・グループとの提携拡大を発表し、ルフトハンザドイツ航空、スイスインターナショナルエアラインズ(SWISS)、ブリュッセル航空に加え、新たにオーストリア航空とも提携を強化。この提携拡大で、ルフトハンザドイツ航空のフランクフルト-パナマシティ線でコードシェアを実施する
2018年4月6日、ベネズエラの領空通過、乗り入れ禁止を受け、ベネズエラ路線の定期便の運航を中止した。
2018年12月16日から、パナマシティ/プエルトバジャルタ線に就航。週2便運行で、機材は、ビジネス12席、エコノミー112席のボーイング737-700を使用。
2018年11月8日、アズール・ブラジル航空とコードシェア提携、マイレージ提携を発表。
2018年11月30日、ユナイテッド航空、コロンビアのアビアンカ航空と、南北アメリカ大陸における共同事業協定を結んだ。
2018年12月12日、パナマシティ-サルタ線に就航。週2便運行で、機材は、ビジネス16席、エコノミー144席のボーイング737-800を使用。
2019年6月3日から、エア・ヨーロッパが、マドリード-パナマシティ線に就航したことに合わせ、コードシェア提携を開始。
2019年7月6日、パナマシティ-パラマリボ線に就航。週2便運行で、機材は、ビジネス12席、エコノミー112席のボーイング737-700を使用。
2019年10月23日、パナマ観光局と提携し、経由地のパナマでの一時滞在を勧める新たなストップオーバー・プログラムを開始すると発表。年間600万人以上のパナマを経由する旅行者ターゲットとする。
2020年1月、パナマサッカーリーグと、主要チームの「スポルティング・サン・ミゲリート」「プラザ・アマドール」の公式スポンサーに就任。

## 就航路線
| 国                   | 都市                                 | 空港                                                       | 備考                          |
| -------------------- | ------------------------------------ | ---------------------------------------------------------- | ----------------------------- |
| パナマ               | パナマシティ                         | トクメン国際空港                                           | ハブ空港                      |
| パナマ               | ダビッド                             | エンリケ・マレク国際空港                                   |                               |
| アメリカ合衆国       | ワシントンD.C.                       | ロナルド・レーガン・ワシントン・ナショナル空港             |                               |
| アメリカ合衆国       | サンディエゴ                         | サンディエゴ国際空港                                       |                               |
| アメリカ合衆国       | デンバー                             | デンバー国際空港                                           |                               |
| アメリカ合衆国       | ニューヨーク                         | ジョン・F・ケネディ国際空港                                |                               |
| アメリカ合衆国       | ボストン                             | ボストン国際空港                                           |                               |
| アメリカ合衆国       | ボルチモア                           | ボルチモア・ワシントン国際空港                             |                               |
| アメリカ合衆国       | ロサンゼルス                         | ロサンゼルス国際空港                                       |                               |
| アメリカ合衆国       | サンフランシスコ                     | サンフランシスコ国際空港                                   |                               |
| アメリカ合衆国       | ラスベガス                           | ハリー・リード国際空港                                     |                               |
| アメリカ合衆国       | シカゴ                               | シカゴ・オヘア国際空港                                     |                               |
| アメリカ合衆国       | マイアミ                             | マイアミ国際空港                                           |                               |
| アメリカ合衆国       | タンパ                               | タンパ国際空港                                             |                               |
| アメリカ合衆国       | フォートローダーデール               | フォートローダーデール・ハリウッド国際空港                 |                               |
| アメリカ合衆国       | ローリー                             | ローリー・ダーラム国際空港                                 |                               |
| アメリカ合衆国       | オースティン                         | オースティン・バーグストロム国際空港                       |                               |
| アメリカ合衆国       | アトランタ                           | ハーツフィールド・ジャクソン・アトランタ国際空港           |                               |
| アメリカ合衆国       | オーランド                           | オーランド国際空港                                         |                               |
| カナダ               | トロント                             | トロント・ピアソン国際空港                                 |                               |
| カナダ               | モントリオール                       | モントリオール                                             |                               |
| メキシコ             | メキシコシティ                       | メキシコ・シティ国際空港                                   |                               |
| メキシコ             | メキシコシティ                       | フェリペ・アンヘレス国際空港                               |                               |
| メキシコ             | グアダラハラ                         | ドン・ミゲル・イダルゴ・イ・コスティージャ国際空港         |                               |
| メキシコ             | モンテレイ                           | モンテレイ国際空港                                         |                               |
| メキシコ             | カンクン                             | カンクン国際空港                                           |                               |
| メキシコ             | サン・ホセ・デル・カボ               | ロス・カボス国際空港                                       |                               |
| メキシコ             | トゥルム                             | トゥルム国際空港                                           |                               |
| キューバ             | ハバナ                               | ホセ・マルティ国際空港                                     |                               |
| キューバ             | サンタクララ                         | アベル・サンタマリア空港                                   |                               |
| キューバ             | オルギン                             | フランス・パイス空港                                       |                               |
| ハイチ               | ポルトープランス                     | ポルトープランス国際空港                                   |                               |
| ジャマイカ           | キングストン                         | ノーマン・マンレー国際空港                                 |                               |
| ジャマイカ           | モンテゴ・ベイ                       | サングスター国際空港                                       |                               |
| トリニダード・トバゴ | ポートオブスペイン                   | ピアルコ国際空港                                           |                               |
| バルバドス           | ブリッジタウン                       | グラントレー・アダムス国際空港                             |                               |
| バハマ               | ナッソー                             | リンデン・ピンドリング国際空港                             |                               |
| ドミニカ共和国       | サントドミンゴ                       | ラス・アメリカス国際空港                                   |                               |
| ドミニカ共和国       | プンタ・カナ                         | プンタ・カナ国際空港                                       |                               |
| ドミニカ共和国       | サンティアゴ・デ・ロス・カバリェロス | シバオ国際空港                                             | 2026年1月15日より運航再開予定 |
| ドミニカ共和国       | プエルト・プラタ                     | グレゴリオ・ルペロン国際空港                               |                               |
| ベリーズ             | ベリーズシティ                       | フィリップス・S・W・ゴールドソン国際空港                   |                               |
| プエルトリコ         | サンフアン                           | ルイス・ムニョス・マリン国際空港                           |                               |
| アルバ               | オラニエスタッド                     | ベアトリクス女王国際空港                                   |                               |
| キュラソー           | ウィレムスタッド                     | ハト国際空港                                               |                               |
| シント・マールテン   | シント・マールテン                   | プリンセス・ジュリアナ国際空港                             |                               |
| コスタリカ           | サン・ホセ                           | フアン・サンタマリーア国際空港                             |                               |
| コスタリカ           | リベリア                             | ダニエル・オドゥベール国際空港                             |                               |
| ニカラグア           | マナグア                             | マナグア国際空港                                           |                               |
| ホンジュラス         | テグシガルパ                         | トンコンティン国際空港                                     |                               |
| ホンジュラス         | サン・ペドロ・スーラ                 | ラモン・ビジェダ・モラレス国際空港                         |                               |
| グアテマラ           | グアテマラシティ                     | ラ・アウロラ国際空港                                       |                               |
| エルサルバドル       | サンサルバドル                       | エルサルバドル国際空港                                     |                               |
| ガイアナ             | ジョージタウン                       | チェディ・ジェーガン国際空港                               |                               |
| スリナム             | パラマリボ                           | ヨハン・アドルフ・ペンヘル国際空港                         |                               |
| エクアドル           | キト                                 | マリスカル・スクレ国際空港                                 |                               |
| エクアドル           | グアヤキル                           | ホセ・ホアキン・デ・オルメード国際空港                     |                               |
| エクアドル           | マンタ                               | エロイ・アルファロ国際空港                                 |                               |
| ベネズエラ           | カラカス                             | シモン・ボリバル国際空港                                   |                               |
| ベネズエラ           | バルセロナ                           | ヘネラル・ホセ・アントニオ・アンソアテギ国際空港           |                               |
| ベネズエラ           | バルキシメト                         | ハシント・ララ国際空港                                     |                               |
| ベネズエラ           | マラカイボ                           | ラ・チニタ国際空港                                         |                               |
| ベネズエラ           | バレンシア                           | アルトゥーロ・ミチェレーナ国際空港                         |                               |
| コロンビア           | ボゴタ                               | エルドラド国際空港                                         |                               |
| コロンビア           | サンティアゴ・デ・カリ               | アルフォンソ・ボニーラ・アラゴン国際空港                   |                               |
| コロンビア           | メデジン                             | ホセ・マリア・コルドバ国際空港                             |                               |
| コロンビア           | ペレイラ                             | マテカーニャ国際空港                                       |                               |
| コロンビア           | カルタヘナ                           | ラファエル・ヌニェス国際空港                               |                               |
| コロンビア           | ブカラマンガ                         | パロネグロ国際空港                                         |                               |
| コロンビア           | バランキージャ                       | エルネスト・コルティソス国際空港                           |                               |
| コロンビア           | アルメニア                           | エル・エデン国際空港                                       |                               |
| コロンビア           | ククタ                               | カミーロ・ダサ国際空港                                     |                               |
| コロンビア           | サンアンドレス島                     | グスタボ・ロハス・ピニージャ国際空港                       |                               |
| コロンビア           | サンタ・マルタ                       | シモン・ボリバル国際空港                                   |                               |
| ペルー               | リマ                                 | ホルヘ・チャベス国際空港                                   |                               |
| ペルー               | チクラヨ                             | カピタン・FAP・ホセ・A・キニョーネス・ゴンサーレス国際空港 |                               |
| ボリビア             | サンタ・クルス・デ・ラ・シエラ       | ビルビル国際空港                                           |                               |
| ブラジル             | ブラジリア                           | ブラジリア国際空港                                         |                               |
| ブラジル             | サンパウロ                           | グアルーリョス国際空港                                     |                               |
| ブラジル             | リオデジャネイロ                     | アントニオ・カルロス・ジョビン国際空港                     |                               |
| ブラジル             | ベロオリゾンテ                       | タンクレド・ネヴェス国際空港                               |                               |
| ブラジル             | マナウス                             | エドワルド・ゴメス国際空港                                 |                               |
| ブラジル             | ポルト・アレグレ                     | サルガド・フィーリョ国際空港                               |                               |
| ブラジル             | フロリアノーポリス                   | エルシリオ・ルス国際空港                                   |                               |
| ブラジル             | サルヴァドール                       | ディユタード・ルイス・エドワルド・マガリャエス国際空港     |                               |
| アルゼンチン         | ブエノスアイレス                     | エセイサ国際空港                                           |                               |
| アルゼンチン         | コルドバ                             | インヘニエロ・アンブロシオ・タラベジャ国際空港             |                               |
| アルゼンチン         | メンドーサ                           | フランシスコ・ガブリエリ国際空港                           |                               |
| アルゼンチン         | ロサリオ                             | ロサリオ・イスラス・マルビナス国際空港                     |                               |
| アルゼンチン         | サルタ                               | マルティン・ミゲル・デ・グエメス国際空港                   |                               |
| アルゼンチン         | トゥクマン                           | テニエンテ・ヘネラル・ベンハミン・マティエンソ国際空港     |                               |
| パラグアイ           | アスンシオン                         | シルビオ・ペッティロッシ国際空港                           |                               |
| ウルグアイ           | モンテビデオ                         | カラスコ国際空港                                           |                               |
| チリ                 | サンティアゴ                         | アルトゥーロ・メリノ・ベニテス国際空港                     |                               |

## 機材
コパ航空が発注したボーイング社製旅客機の顧客番号（カスタマーコード）はV3で、航空機の形式名は737-7V3、737-8V3などとなる。

### リスト
| 機材                 | 運用数 | 発注数 | 座席数 | 座席数 | 座席数 | 座席数 | 備考 |
| 機材                 | 運用数 | 発注数 | C      | W      | Y      | 計     | 備考 |
| -------------------- | ------ | ------ | ------ | ------ | ------ | ------ | ---- |
| ボーイング737-700    | 9      | -      | 12     | -      | 114    | 126    |      |
| ボーイング737-800    | 58     | -      | 16     | 24     | 120    | 160    |      |
| ボーイング737-800    | 58     | -      | 16     | 24     | 126    | 166    |      |
| ボーイング737-8 MAX  | 6      | 34     | 16     | 24     | 126    | 166    |      |
| ボーイング737-9 MAX  | 32     | -      | 16     | 24     | 126    | 166    |      |
| ボーイング737-9 MAX  | 32     | -      | 12     | 24     | 138    | 174    |      |
| ボーイング737-10 MAX | -      | 15     | 未定   | 未定   | 未定   | 未定   |      |
| 計                   | 105    | 49     |        |        |        |        |      |

### 過去の保有機材
- ボーイング707-320C
- ボーイング727-100
- ボーイング737-100/200
- コンベア240
- コンベア340
- C-46 コマンドー
- ダグラス C-47 スカイトレイン
- ダグラス DC-6B
- エンブラエル 190
- ホーカー・シドレー HS.748
- ロッキード L-188 エレクトラ
- マーチン4-0-4

### ギャラリー

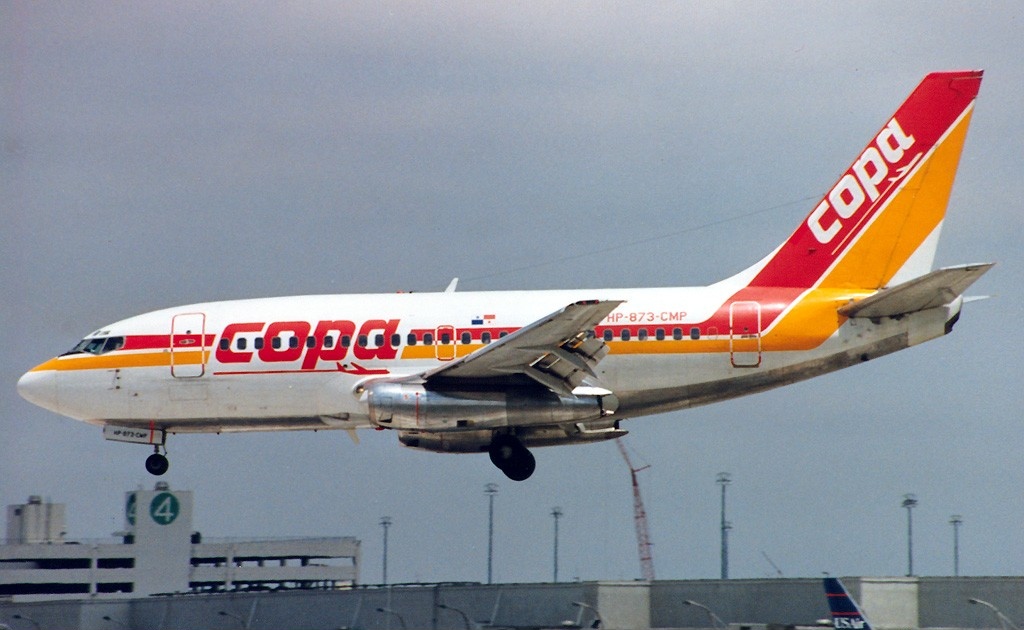
ボーイング737-100
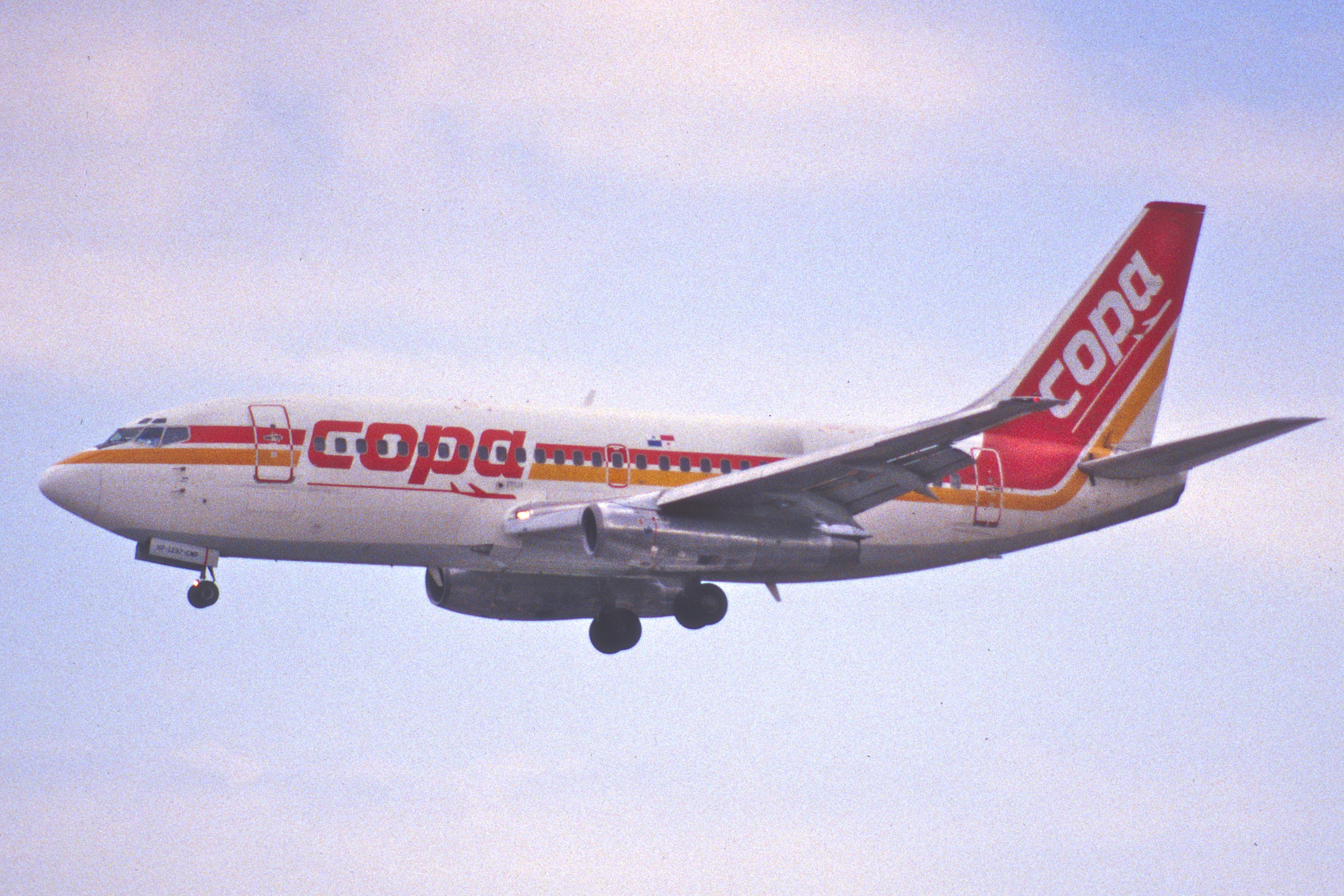
ボーイング737-200
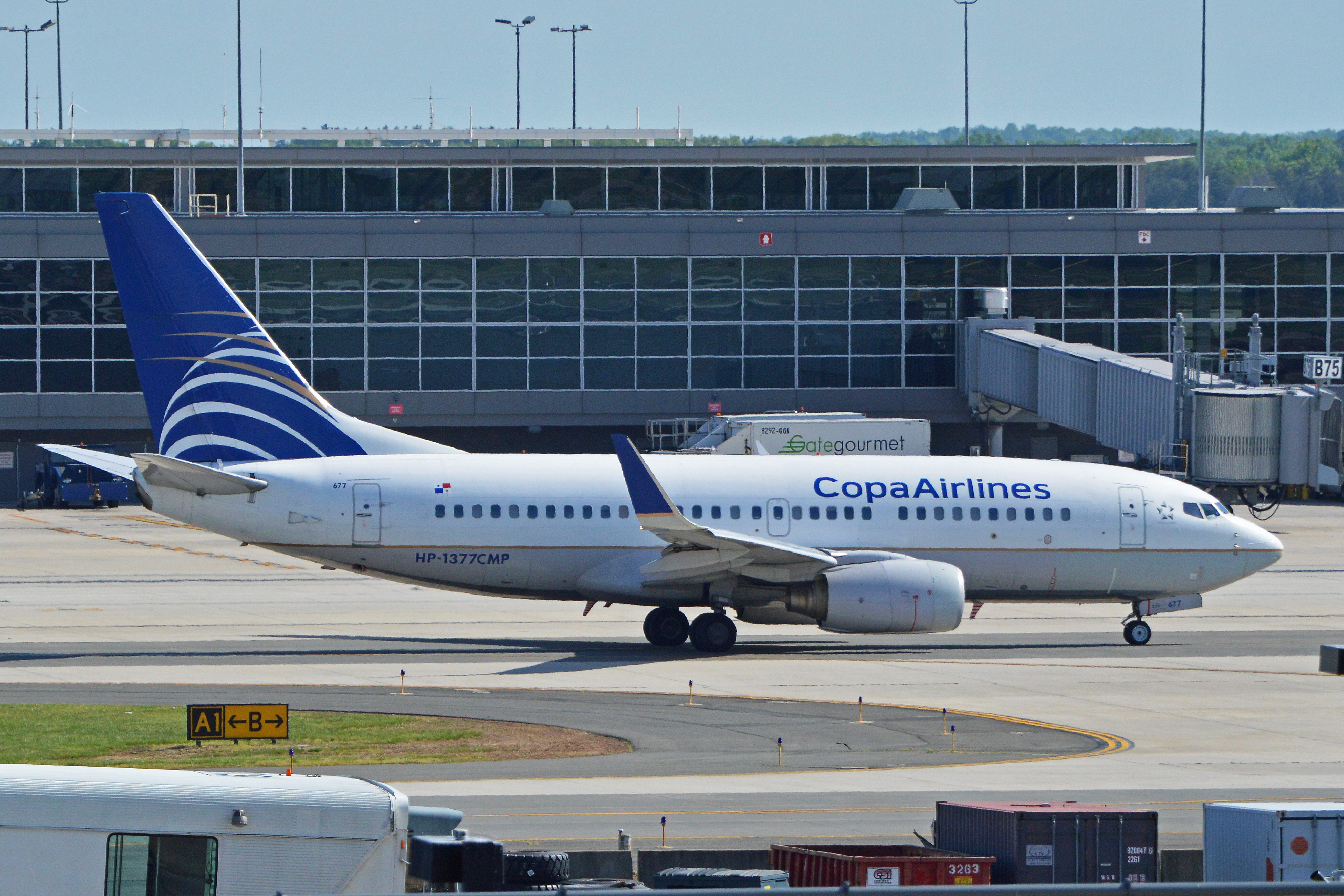
ボーイング737-700
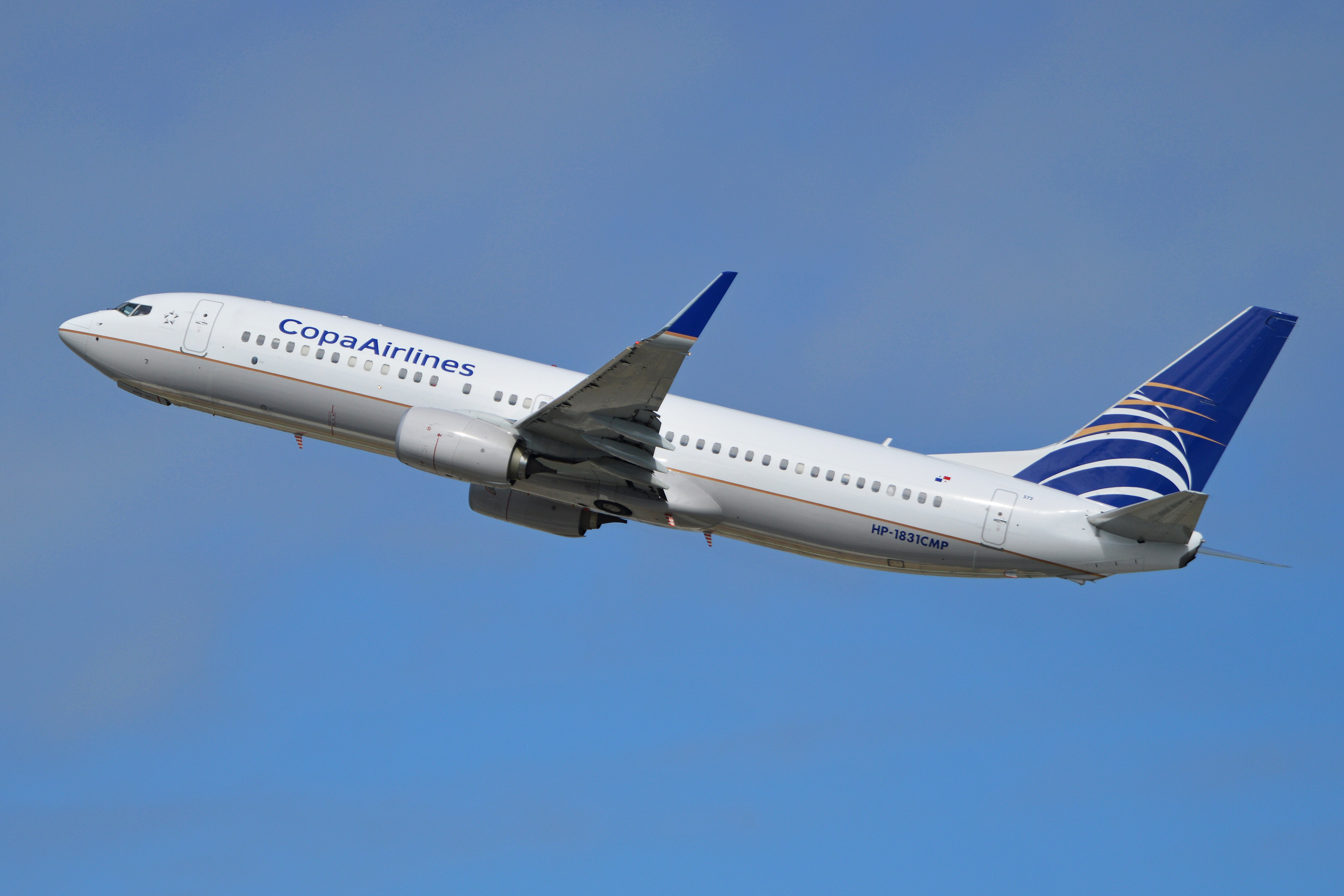
ボーイング737-800
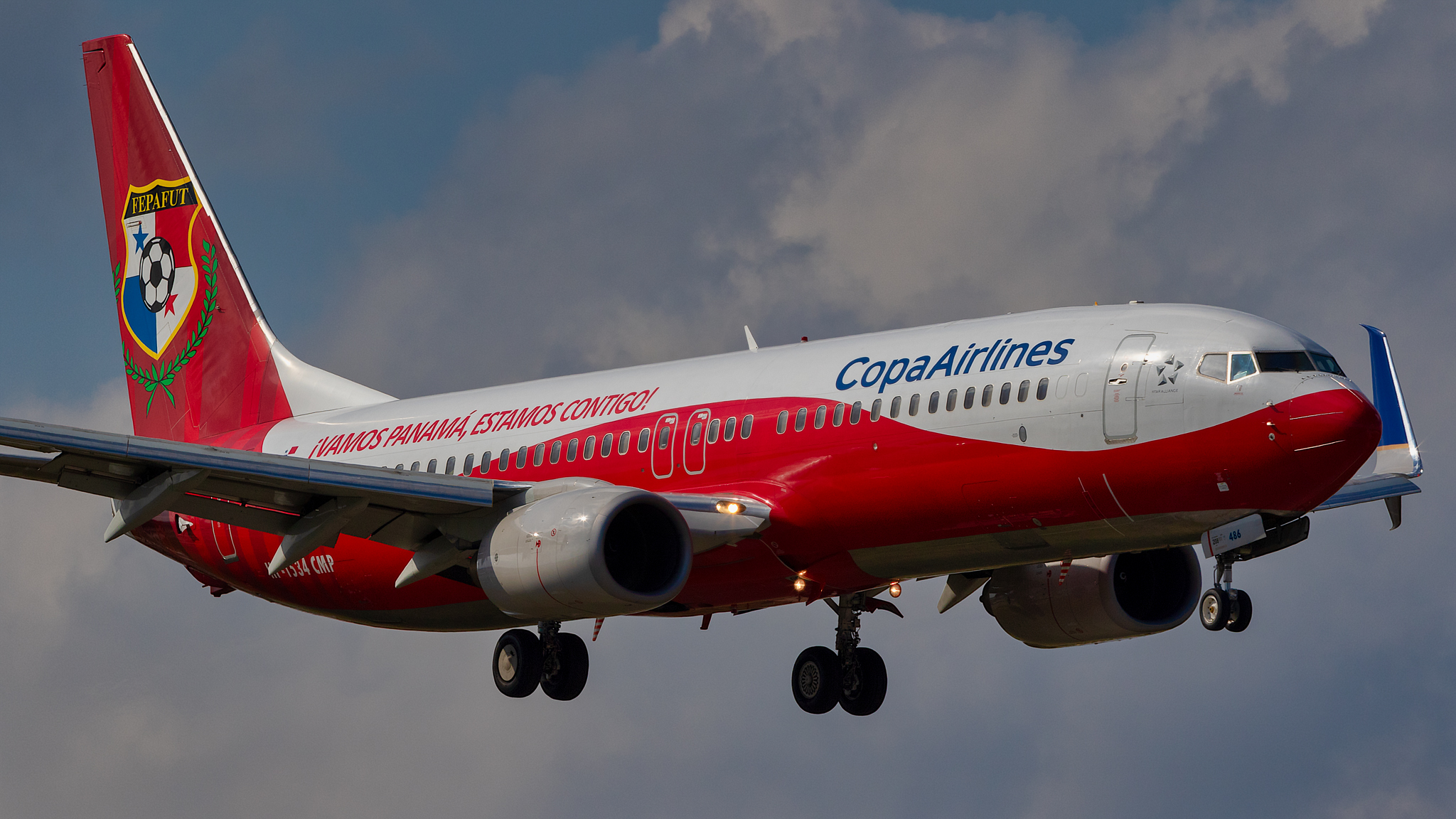
ボーイング737-800（サッカーパナマ代表 特別塗装）
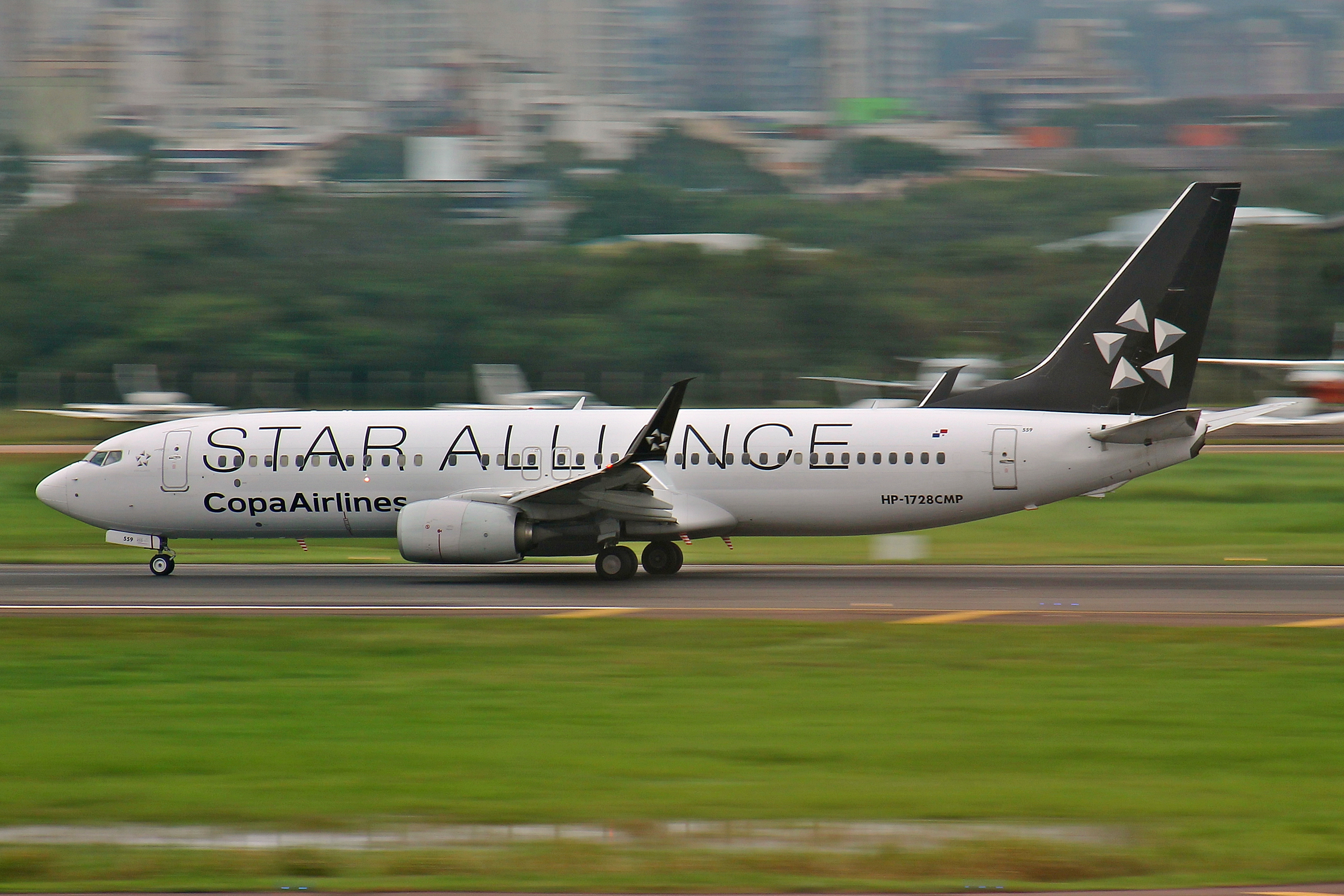
ボーイング737-800（スターアライアンス塗装）
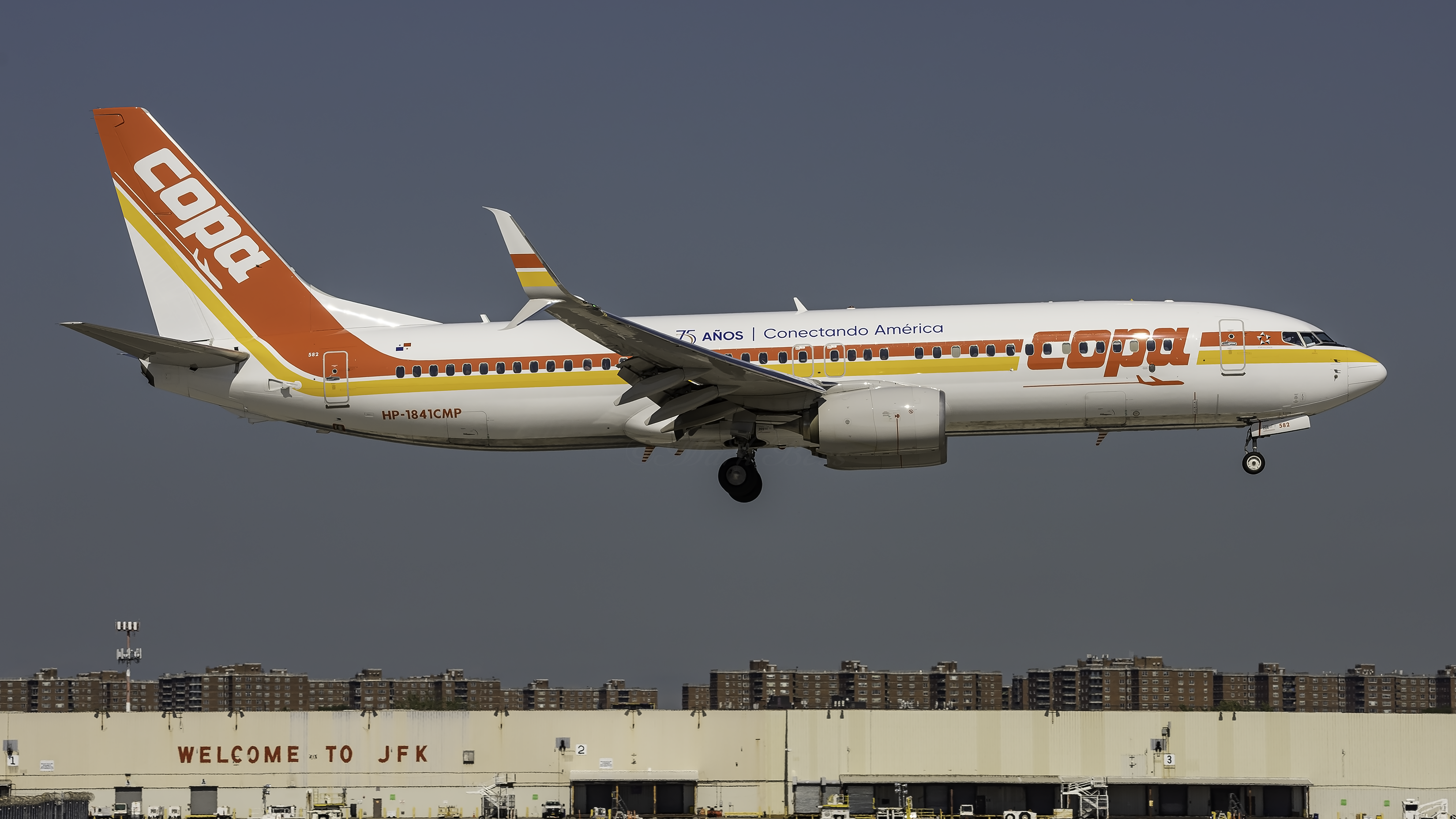
ボーイング737-800（レトロ塗装）
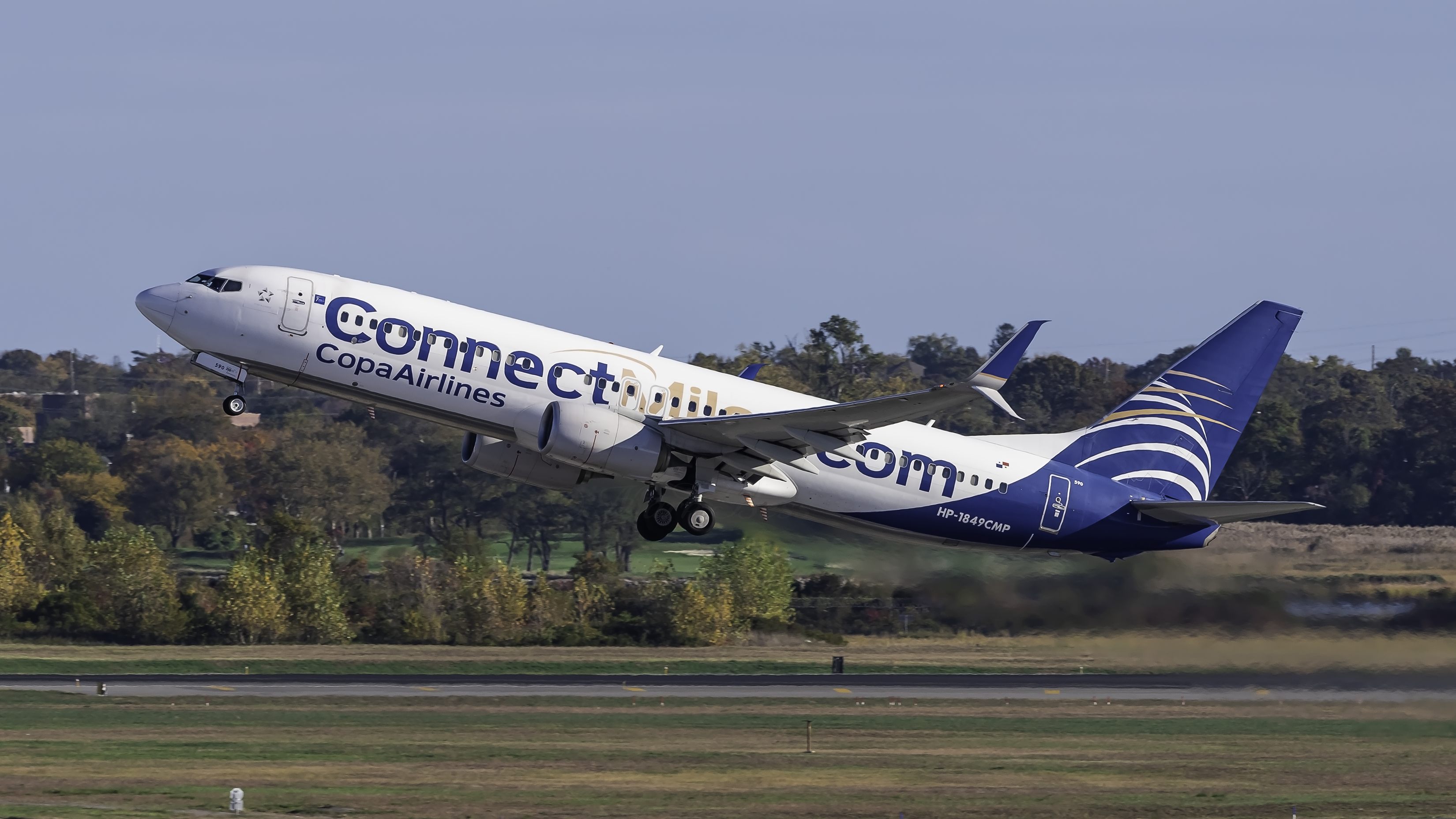
ボーイング737-800（Connect Miles.com 特別塗装）
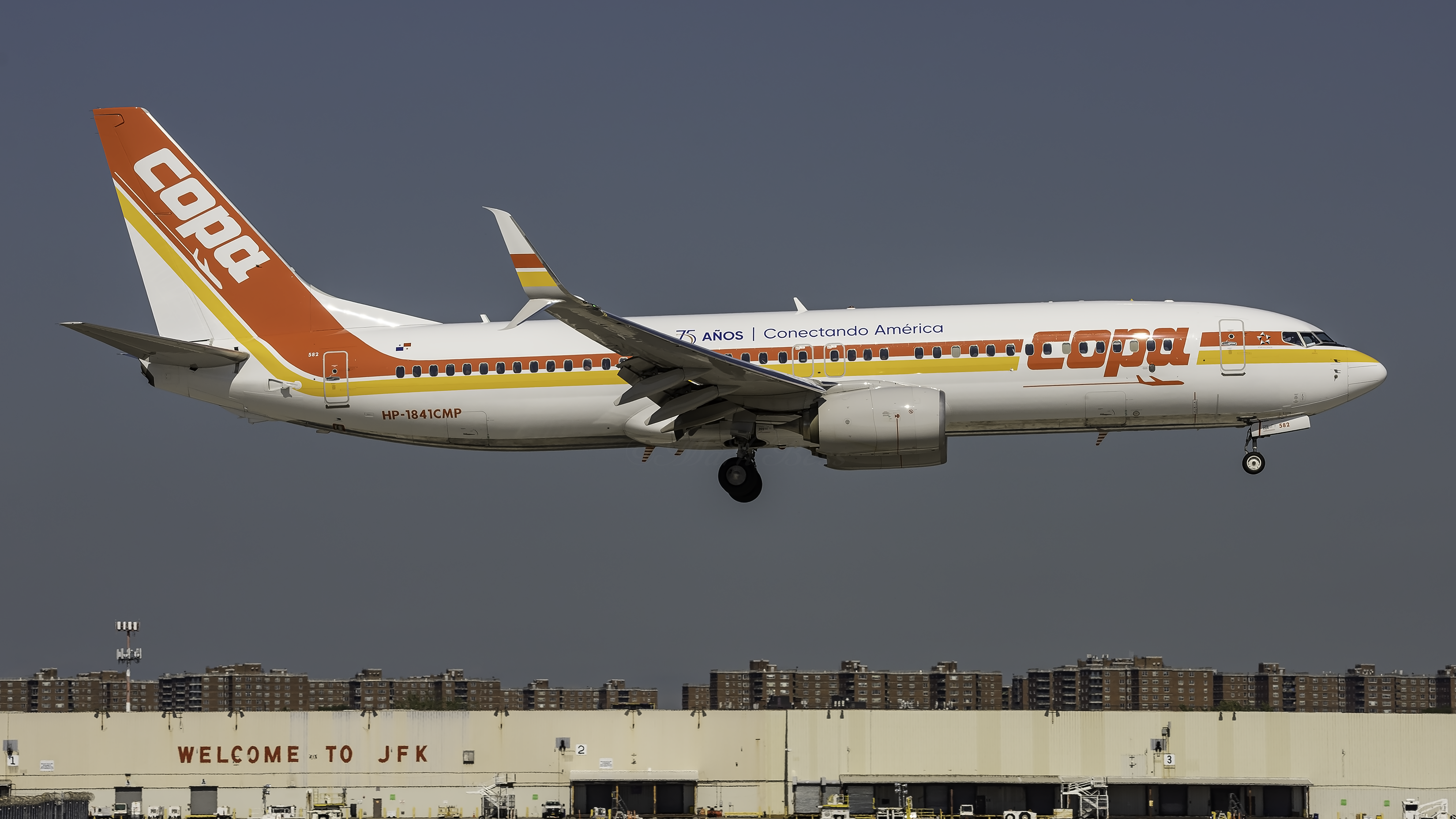
ボーイング737-800（レトロ塗装）
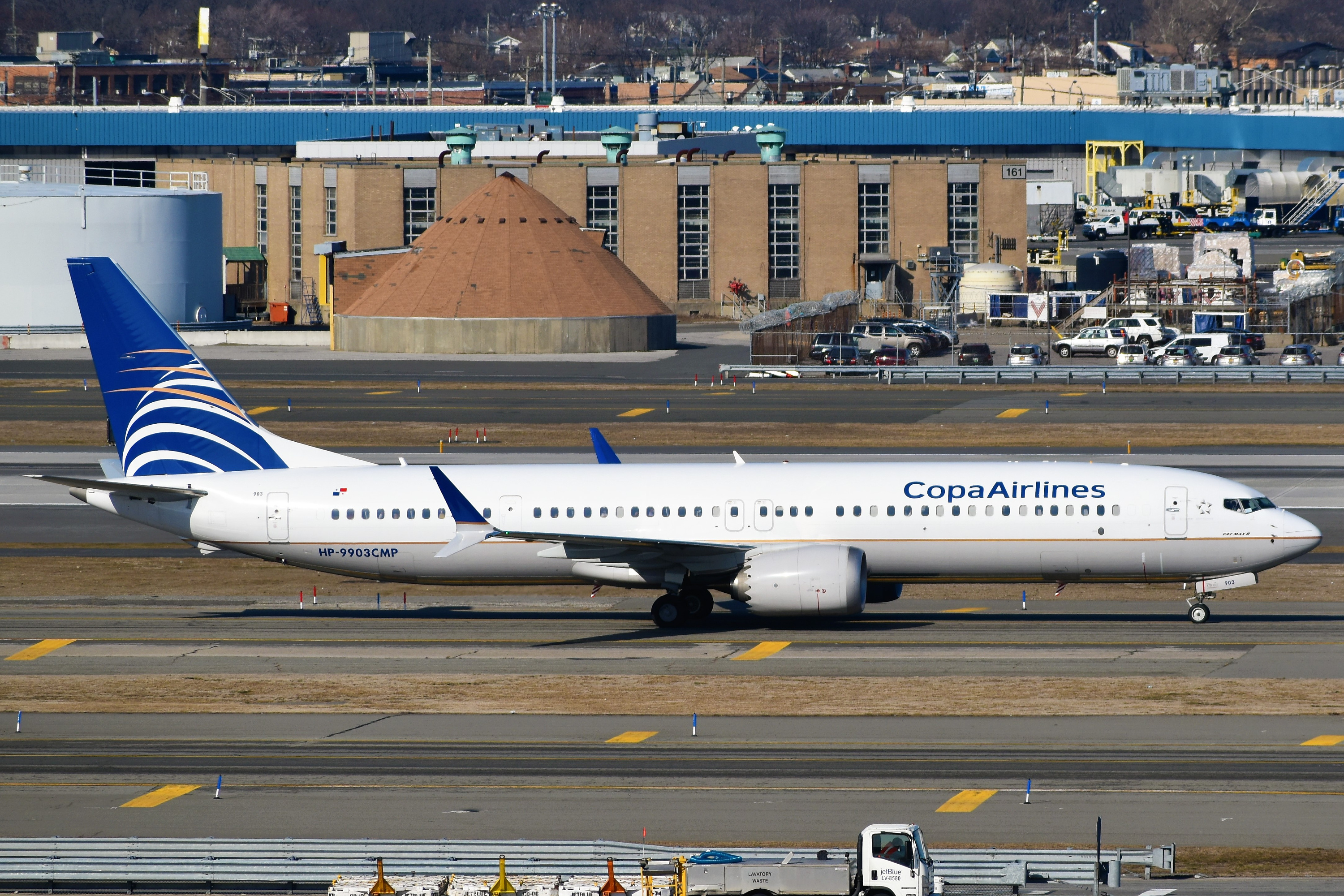
ボーイング737 MAX 9
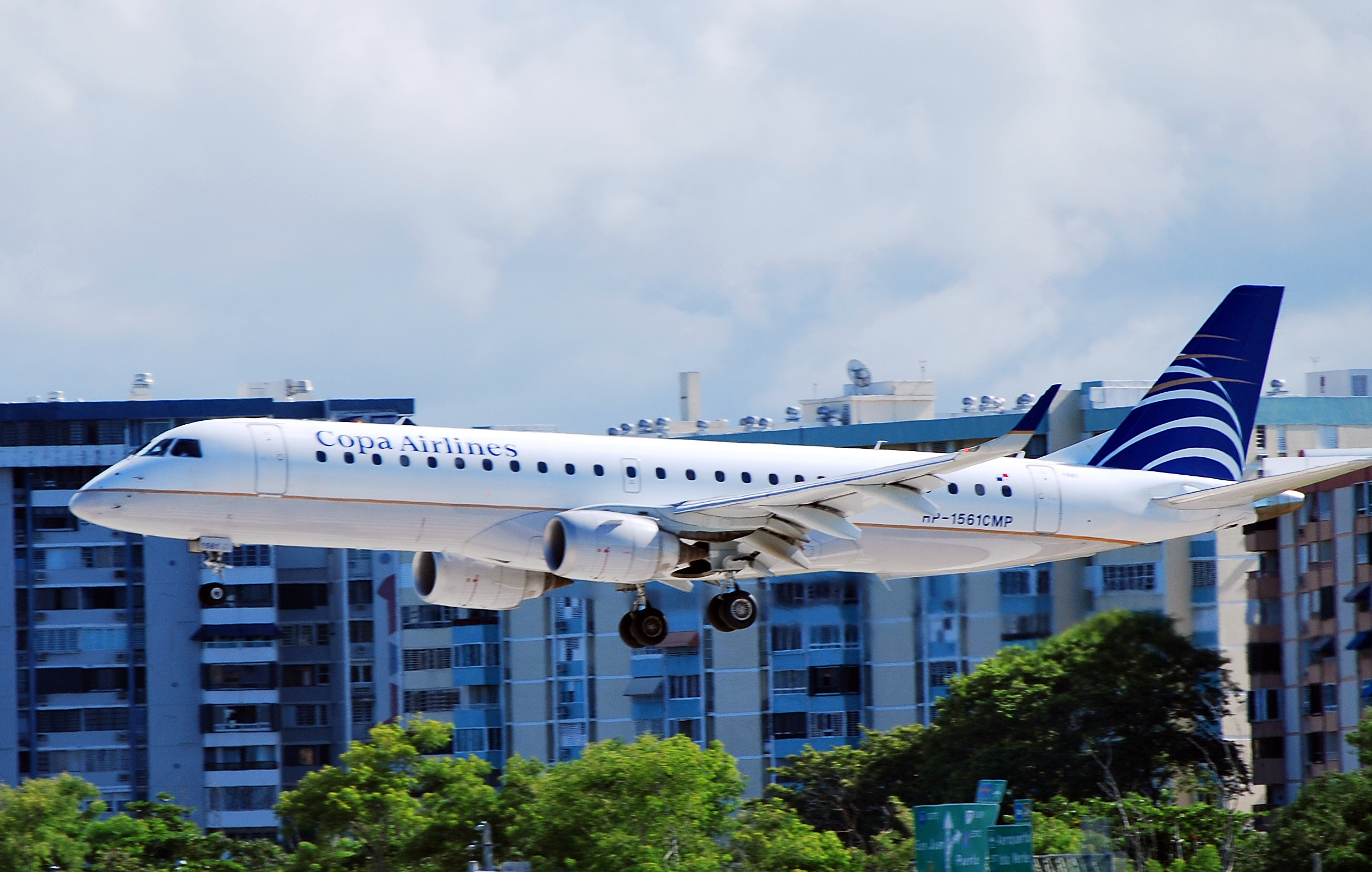
エンブラエル 190
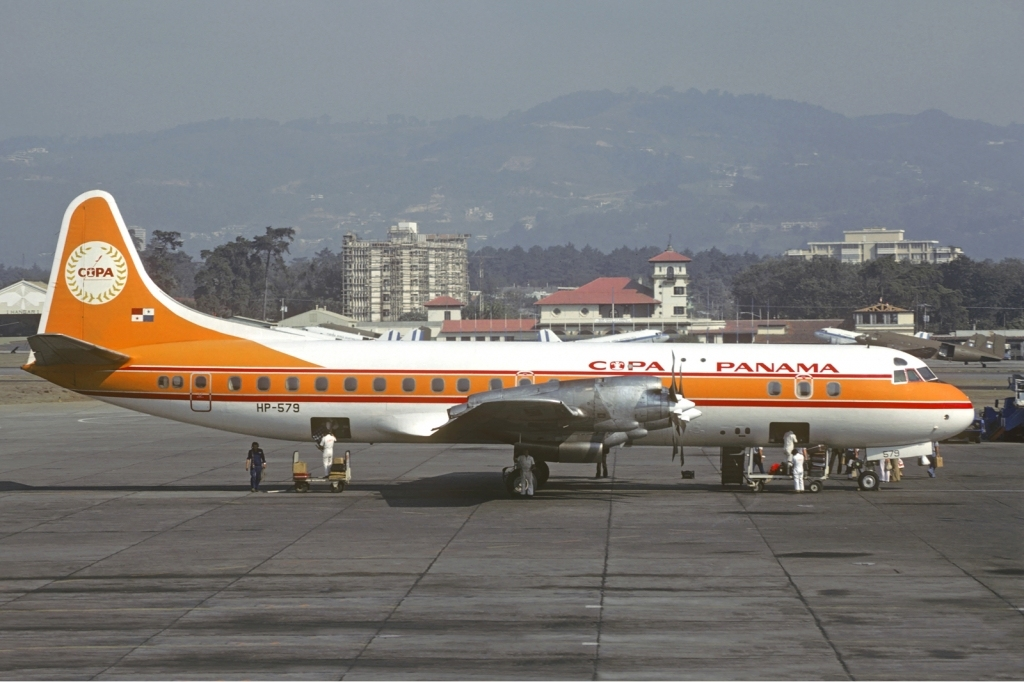
ロッキード L-188 エレクトラ

## 航空事故
- 1992年6月6日、パナマのトクメン国際空港からコロンビアのアルフォンソ・ボニーラ・アラゴン国際空港へ向かっていたコパ航空201便（ボーイング737-204Adv）がダリエン地峡上空を飛行中、姿勢指示器が不具合を起こした。パイロットが誤った情報を元に機体を建て直そうとしたため機体は急降下し、空中分解した。乗員乗客47人全員が死亡。